# Conferenza navale di Washington

Conferenza navale di Washington in riunione

La conferenza navale di Washington fu una conferenza internazionale tenutasi nell'omonima cittadina statunitense dal 12 novembre 1921 al 6 febbraio 1922. Venne condotta al di fuori dell'egida della Società delle Nazioni. Vi parteciparono nove nazioni (Stati Uniti, Giappone, Cina, Francia, Gran Bretagna, Italia, Belgio, Paesi Bassi e Portogallo) per quanto riguardava gli interessi nell'Oceano Pacifico ed in Asia orientale. La Germania non venne invitata alla conferenza, poiché era già stata disarmata secondo i termini del trattato di Versailles. Anche la Russia sovietica non venne invitata alla conferenza. È stata la prima conferenza sul controllo degli armamenti nella storia ed è ancora studiata dagli scienziati politici come modello per un movimento di disarmo di successo.
Tenuta al Memorial Continental Hall, nella Downtown di Washington, essa portò a tre trattati principali: il trattato delle quattro potenze, il trattato delle cinque potenze (più comunemente noto come trattato navale di Washington), il trattato delle nove potenze e una serie di trattati minori. Questi trattati preservarono la pace durante gli anni '20, ma non vennero rinnovati nel mondo sempre più ostile della Grande depressione.

## Antefatti
L'umore popolare del mondo era la pace e il disarmo per tutti gli anni '20. Le donne avevano appena conquistato il diritto di voto in molti paesi e avevano contribuito a convincere i politici che si poteva risparmiare denaro, ottenere voti ed evitare guerre future fermando la corsa agli armamenti. In tutto il mondo, i leader del movimento per il suffragio femminile formarono organizzazioni internazionali come il Consiglio internazionale delle donne e l'Alleanza internazionale per il suffragio femminile. Lo storico Martin Pugh scrive che raggiunsero la massima influenza negli anni '20, "quando contribuirono a promuovere il contributo delle donne al movimento contro la guerra in tutto il mondo occidentale". Negli Stati Uniti, praticamente tutte le principali denominazioni protestanti e tutti i portavoce protestanti molto visibili erano forti sostenitori degli sforzi di pace internazionali. Essi collaborarono per lavorare per educare le loro congregazioni locali sulla necessità della pace e del disarmo.
Alla fine della prima guerra mondiale, gli inglesi avevano ancora la più grande marina galleggiante, ma le sue grandi navi stavano diventando obsolete e gli americani e i giapponesi stavano rapidamente costruendo nuove costose navi da guerra. Gran Bretagna e Giappone erano alleati in un trattato che sarebbe scaduto nel 1922. Sebbene non ci fossero pericoli immediati, gli osservatori indicarono sempre più la rivalità americano-giapponese per il controllo dell'Oceano Pacifico come minaccia a lungo termine per la pace mondiale. A quel punto, gli inglesi decisero che era meglio per loro schierarsi con Washington piuttosto che con Tokyo. Per fermare una corsa agli armamenti inutile, costosa e forse pericolosa, i principali paesi firmarono una serie di accordi di disarmo navale.

## La conferenza
La delegazione americana, guidata dal segretario di Stato Charles Evans Hughes, comprendeva Elihu Root, Henry Cabot Lodge e Oscar Underwood, l'ultimo era il leader della minoranza democratica al Senato. L'obiettivo principale della conferenza era frenare l'espansione navale giapponese nelle acque del Pacifico occidentale, in particolare per quanto riguardava le fortificazioni su isole di valore strategico. I suoi obiettivi secondari erano destinati ad ottenere un limite ultimo all'espansione giapponese e anche un alleviamento delle preoccupazioni per un possibile antagonismo con gli inglesi. Dovevano eliminare la tensione anglo-americana abrogando l'alleanza anglo-giapponese, concordare un rapporto navale favorevole nei confronti del Giappone e far accettare ufficialmente ai giapponesi una continuazione della politica della porta aperta in Cina.
Gli inglesi, tuttavia, adottarono un approccio più cauto e temperato. In effetti, i funzionari britannici portarono alla conferenza alcuni desideri generali: raggiungere la pace e la stabilità nel Pacifico occidentale; evitare una corsa agli armamenti navali con gli Stati Uniti; contrastare l'invasione giapponese nelle aree sotto la loro influenza; e preservare la sicurezza di Singapore, di Hong Kong e dei Dominion, ma non entrarono nella conferenza con una lunga lista di richieste. Piuttosto, portarono con sé una vaga visione di come avrebbe dovuto essere il Pacifico occidentale dopo un accordo.
I funzionari giapponesi erano più concentrati sui dettagli rispetto agli inglesi e si avvicinarono alla conferenza con due obiettivi primari: firmare un trattato navale con la Gran Bretagna e gli Stati Uniti e ottenere il riconoscimento ufficiale degli interessi speciali del Giappone in Manciuria e in Mongolia. I funzionari giapponesi portarono anche altre questioni alla conferenza: una forte richiesta di mantenere il controllo di Yap, della Siberia e di Tsingtao così come preoccupazioni più generali riguardo la crescente presenza di flotte americane nel Pacifico.
La mano americana è stata rafforzata dall'intercettazione e decrittazione di istruzioni segrete dal governo giapponese alla sua delegazione. Il messaggio rivelò il rapporto navale più basso che sarebbe stato accettabile per Tokyo; I negoziatori statunitensi usarono quella conoscenza per pressare i giapponesi. Questo successo, uno dei primi negli sforzi in erba d'intercettazione e di crittografia del governo degli Stati Uniti, portò alla fine alla crescita di tali agenzie.
Il capo della delegazione giapponese alla Conferenza navale di Washington era il principe Iyesato Tokugawa, che durante i primi quattro decenni del ventesimo secolo guidò un movimento politico in Giappone che promuoveva la democrazia e la buona volontà internazionale con gli Stati Uniti, l'Europa e l'Asia. La sua influenza fu significativa nei negoziati e nella ratifica del trattato navale di Washington.

## Gli accordi
Il presidente degli Stati Uniti Warren Harding definì la Conferenza di Washington un accordo che tutti i paesi avevano ritenuto migliore per se stessi. Per risolvere le controversie tecniche sulla qualità delle navi da guerra, i conferenzieri adottarono uno standard basato sul dislocamento di tonnellaggio, una semplice misura delle dimensioni di una nave. Un accordo decennale fissava il rapporto tra corazzate a 5:5:3: 525.000 tonnellate per gli Stati Uniti, 525.000 tonnellate per la Gran Bretagna e 315.000 tonnellate per il Giappone. Limiti inferiori con un rapporto di 1,67 applicati a Francia e Italia. Le corazzate, i sistemi d'arma dominanti dell'epoca, non potevano superare le 35.000 tonnellate. Le maggiori potenze si concessero 135.000:135.000:81.000 tonnellate per le portaerei di nuova concezione.
La Conferenza di Washington colse esattamente la richiesta popolare mondiale di pace e disarmo. Senza di essa, gli Stati Uniti, la Gran Bretagna e il Giappone si sarebbero impegnati in un costoso accumulo, temendo ciascuno che gli altri due diventassero troppo potenti. Tuttavia, anche con le restrizioni, l'accordo consolidò la posizione del Giappone come grande potenza; ottenne la parità nel Pacifico con le due principali marine mondiali, venne autorizzato a mantenere una forza navale più grande di Francia e Italia e venne trattato come una potenza coloniale con uguali interessi diplomatici, la prima volta per una nazione non occidentale. Gli accordi costrinsero gli Stati Uniti a demolire 15 vecchie corazzate e 2 nuove, insieme a 13 navi in costruzione.
Il trattato navale venne concluso il 6 febbraio 1922. Le ratifiche del trattato vennero scambiate a Washington il 17 agosto 1923 ed esso venne registrato nel League of Nations Treaty Series il 16 aprile 1924.
Il Giappone accettò di riportare lo Shandong sotto il controllo cinese con un accordo concluso il 4 febbraio 1922. Le ratifiche dell'accordo vennero scambiate a Pechino il 2 giugno 1922, e venne registrato nel League of Nations Treaty Series il 7 luglio 1922.

## Risultati
Il Trattato navale di Washington portò alla fine effettiva della costruzione di nuove flotte di corazzate e le poche navi costruite erano di dimensioni e armamenti limitati. Molte navi capitali esistenti vennero demolite. Alcune navi in costruzione vennero invece trasformate in portaerei.
Anche con il trattato, le principali marine rimasero sospettose l'una dell'altra e brevemente (1927-1930) s'impegnarono in una corsa per costruire incrociatori pesanti, che erano stati di dimensioni limitate (10.000 tonnellate) ma non di valore. Quella svista sul valore degli incrociatori venne risolta dal Trattato navale di Londra del 1930, che specificava un rapporto 10:10:7 per incrociatori e cacciatorpediniere. Per la prima volta vennero limitati anche i sottomarini, con il Giappone a pari merito con Stati Uniti e Gran Bretagna, a 53.000 tonnellate ciascuno. (I sottomarini in genere spostavano 1.000-2.000 tonnellate ciascuno.) La Marina degli Stati Uniti mantenne un programma di costruzione attivo che sostituì le navi da guerra obsolete con nuovi modelli tecnicamente più sofisticati in parte perché i suoi cantieri erano importanti fonti di patrocinio politico e quindi erano ben protetti dal Congresso. Durante il New Deal, i fondi di soccorso vennero usati per costruire più navi da guerra. "Il programma navale era interamente mio", si vantava il presidente Franklin Roosevelt.

## Termine
I patti e gli accordi scaturiti dal trattato navale di Washington rimasero in vigore per quattordici anni. Il Giappone concluse la partecipazione nel 1936.